# Sébastien Gagnon
Sébastien Gagnon (1973- ) est un homme politique québécois. Il fut député bloquiste de l'ancienne circonscription fédérale de Lac-Saint-Jean-Saguenay de 2002 à 2004, puis de la circonscription Jonquière—Alma de 2004 à 2006.

## Biographie
Né le 21 mai 1973 à Québec, Sébastien Gagnon a grandi à Métabetchouan au sud du Lac-Saint-Jean. Il est l'aîné des trois enfants de Léon-Maurice Gagnon et de Michelle Gobeil de Métabetchouan. Le 10 juin 2000, il épouse Cynthia Tardif, native d'Alma, dans la paroisse de St-Jérôme, à Métabetchouan. Ils ont deux enfants, Léa-Pascale et Luka.

### Formation
Sébastien Gagnon est détenteur d'un Baccalauréat en administration des affaires de l'Université Laval spécialisé en Gestion des organisations, Administration des affaires et Commerce international. Il a également complété une maîtrise en développement des organisations à la même université. 

### Carrière politique
Le 22 septembre 2002, il est élu candidat pour le Bloc québécois dans la circonscription Lac-Saint-Jean-Saguenay. Il sera élu député de la circonscription le 9 décembre 2002. Lors de l'élection fédérale canadienne de 2004, les circonscriptions Lac-Saint-Jean-Saguenay et Jonquière sont fusionnées et deviennent la circonscription Jonquière—Alma. Sébastien Gagnon confronte Jocelyne Girard-Bujold lors de l'investiture bloquiste et remporte cette dernière le 7 mars 2004. Par la suite, il remportera l'élection fédérale du 28 juin 2004 dans cette même circonscription. Il a occupé le poste de porte-parole dans les champs de responsabilités Enfance et Jeunesse (2004) et développement régional (2004-2006). Dans le cadre de ses fonctions, il a été vice-président du caucus national des députés et président du caucus régional du Saguenay–Lac-Saint-Jean et porte-parole pour le Canada à l'Union interparlementaire à Genève, en Suisse, pour discuter et négocier des ententes et des positions sur le développement durable et le Bien commun mondial. Il participera en tant que délégué parlementaire à différentes missions diplomatiques (Pakistan, Lettonie, Lituanie et Estonie) pour traiter notamment du terrorisme, de la démocratie, des mines antipersonnel et du visa canadien. Il fut battu à l'élection fédérale de 2006 par le conservateur Jean-Pierre Blackburn.

### Carrière
Professionnellement, il a servi dans les Forces canadiennes en tant que parachutiste de 1991 à 1995. Par la suite, il a été directeur de la Fédération étudiante universitaire du Québec de 1996 à 1999, puis de la Fédération des associations étudiantes du campus de l'Université de Montréal en 1999 et 2000. En 2000,  il devient le premier directeur général du Fonds Jeunesse Québec qui relève du ministère du conseil exécutif. C'est ainsi qu'il bâti et dirige un fonds d'investissement de 240 millions $.
Lorsque sa carrière politique prend fin, il devient gestionnaire dans le réseau de la santé et des services sociaux à titre de Chef de service Approvisionnements du Centre de santé et de services sociaux de Chicoutimi (2017-2010), Directeur général du Centre Régional des Achats en Groupe des établissements de santé du Saguenay–Lac-Saint-Jean (CRAG) (2010-2014) et Directeur adjoint du Groupe d'approvisionnement en commun de l'Est du Québec (2014 à ce jour).